# True (Band)
True  ist ein Schweizer Musikduo aus Zürich und Bern, es wird dem Elektropop und dem R&B zugerechnet. Ihr Label Mouthwatering Records beschreibt den Stil der Band als „Future R&B“.

## Geschichte
Gegründet wurde True im Jahr 2013. Die ausgebildeten Jazzmusiker Daniela Sarda (Keyboard, Gesang) und Rico Baumann (Schlagzeug, Sampler) lernten sich, nach eigenen Angaben, zunächst über eine Datingplattform und später näher in einer Disco in Amsterdam kennen und bilden die Besetzung von True.
Im Sommer 2016 wurden die beiden Vorabsingles Hold It Back und Holiday Tickets veröffentlicht. True arbeiteten etwa ein Jahr lang an ihrem ersten Album, das in Bern, Zürich und New York aufgenommen wurde. In New York wurde ein Teil der Musik geschrieben und produziert. Das Album Wrapped in Air erschien dann im September 2016. 
Live tritt True seit Ende 2016 als Trio auf, erweitert um die Bassistin Martina Berther aus Chur.
Das Schweizer Radio und Fernsehen kürte das erste Album Wrapped in Air zu den besten 16 Schweizer Alben aus dem Jahr 2016. Das Duo ist über die Grenzen der Schweiz bekannt, auch BBC Radio 1 hatte das Duo bereits im Programm.

„Das Berner Pop-Duo True hat sein Debüt veröffentlicht: «Wrapped in Air» ist eine sinnliche Ode an die Musik.“

## Diskografie
- 2014: Videos (EP, Mouthwatering Records)[8]
- 2016: Wrapped in Air (Album, Mouthwatering Records)[9]